# 滝野川少年少女合唱団
滝野川少年少女合唱団（たきのがわ しょうねんしょうじょがっしょうだん）は、東京都北区を中心に活動している少年少女合唱団。
1954年（昭和29年）に、小学校の音楽教師であった大濱當忠が、北区内の中学校で音楽教師であった堀内秀治とともに「城北少年合唱団」として創立。その後「ニッポン少年合唱団」に改名を経て、少女の入団希望もあり「東京滝野川少年少女合唱団」として現在に至る。現在の指導者は菱木明子。